# 霍爾托巴吉國家公園

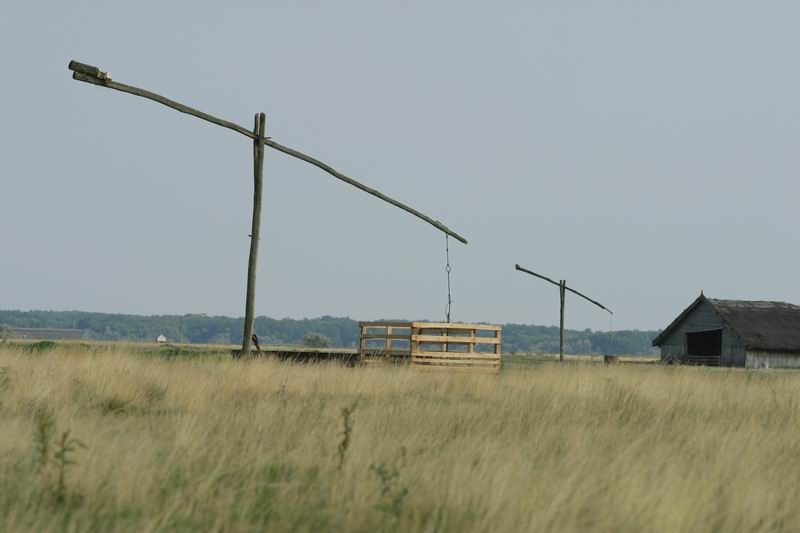
霍爾托巴吉國家公園

47°35′40″N 21°09′24″E / 47.59444°N 21.15667°E
霍爾托巴吉國家公園（匈牙利語：Hortobágyi Nemzeti Park）是匈牙利的國家公園，位于匈牙利大平原。始建於1973年1月1日，面積805平方公里，該國家公園在1999年被聯合國教科文組織列為世界遺產。